# Welikowissotschnoje
Welikowissotschnoje (russisch Великови́сочное) ist ein Dorf (selo) im Autonomen Kreis der Nenzen in Russland mit 544 Einwohnern (Stand 14. Oktober 2010).

## Geographie
Welikowissotschnoje befindet sich im sumpfigen Einzugsgebiet der Petschora, etwa 60 km südwestlich von Narjan-Mar, der Hauptstadt des Autonomen Kreises der Nenzen.
Der Ort befindet direkt am Zusammenfluss des von Westen nach Osten verlaufenden namensgebenden Flusses Welikaja Wiska (Великая Виска) mit dem von Süden kommenden Petschora-Flussarm Borschtschewski Schar (Борщевский Шар). Die beiden Gewässer bilden den, bereits 2,5 Kilometer flussabwärts in die Petschora entwässernden, Wisnitschewski Schar (Висничевский Шар), an dessen linkem Ufer sich Welikowissotschnoje erstreckt. Durch Welikowissotschnoje verläuft zudem das Flüsschen Krojama (Крояма, auch Krai-Jama/Край-Яма genannt) in einem Bogen von Norden kommend und mündet im Westen des Dorfes in die Welikaja Wiska.
Administrativ gehört Welikowissotschnoje zum Sapoljarny rajon. Zudem ist es Verwaltungssitz der Gemeinde Welikowissotschni selsowet, zu der neben Welikowissotschnoje auch die Dörfer Laboschskoje, Pylemez, Toschwiska und Schtschelino gehören.

## Geschichte
Die Siedlung wurde in Chroniken erstmals im Jahr 1564 erwähnt.
Welikowissotschnoje wurde 1929 administrativ Bestandteil des Nenezki nazionalny okrug im Nördlichen Krai. Innerhalb des Nenezki nazionalny okrug gehörte Welikowissotschnoje ab 1929 zum neu geschaffenen Pustosjorski rajon und war bis zu dessen Umbenennung 1932 in Nischne-Petschorski rajon dessen administratives Zentrum.
Im Jahr 1995 wurde der Welikowissotschni selsowet als gleichnamige Gemeinde neu formiert. Seit dem Jahr 2005 ist Welikowissotschnoje als Zentrum des Welikowissotschni selsowet Teil des Sapoljarny rajon.

### Bevölkerungsentwicklung
| Jahr | Einwohner |
| ---- | --------- |
| 2002 | 735       |
| 2010 | 544       |

Anmerkung: 2002 und 2010 Volkszählungsdaten

## Infrastruktur
Der Ort verfügt über einen Kindergarten, eine allgemeinbildende Schule, ein Kulturhaus sowie ein kleines Krankenhaus. Elektrischer Strom wird mit Hilfe von Dieselgeneratoren erzeugt. Im Jahr 2007 wurde die neu erbaute hölzerne Kirche des heiligen Nikolaus von Myra (Церковь Николая Чудотворца) eröffnet.

## Wirtschaft und Verkehr
Die Bevölkerung ist schwerpunktmäßig im Fischfang und in der Milchviehhaltung tätig. Der Ort ist Hauptsitz einer Fischfang-Kolchose.
Nach Welikowissotschnoje verlaufen keine Autostraßen. In den eisfreien Sommermonaten erfolgt der Transport von Passagieren und Fracht täglich mit Schiffen auf der Route Laboschskoje – Welikowissotschnoje – Narjan-Mar. In den Wintermonaten kann der Ort nur mittels Hubschrauber erreicht werden.